# Akitiq Sanguya
Akitiq Sanguya (1935) é uma escultora Inuit.
O seu trabalho encontra-se incluído nas colecções do Musée national des beaux-arts du Québec e da Winnipeg Art Gallery.